# Insufficiens
Insufficiens betecknar i medicinska sammanhang funktionssvaghet eller otillräcklig funktion. Det används vanligtvis tillsammans med organet eller systemet som har funktíonssvaghet. Respiratorisk insufficiens, arteriell insufficiens eller insufficientia cordis (hjärtinsufficiens) är några exempel.
Som juridisk term innebär insufficiens att ett företags eller en persons skulder överstiger tillgångarna. Därmed är företaget eller personen emellertid inte insolvent (se insolvens), eftersom möjligheter till kredit kvarstår. Således är insufficiens i motsats till insolvens inte anledning till konkurs.